# D’Arcy Carden
D’Arcy Carden (ur. 4 stycznia 1980 w Danville) – amerykańska komiczka oraz aktorka filmowa i telewizyjna. Występowała w jednej z głównych ról w serialu Dobre miejsce.

## Życiorys

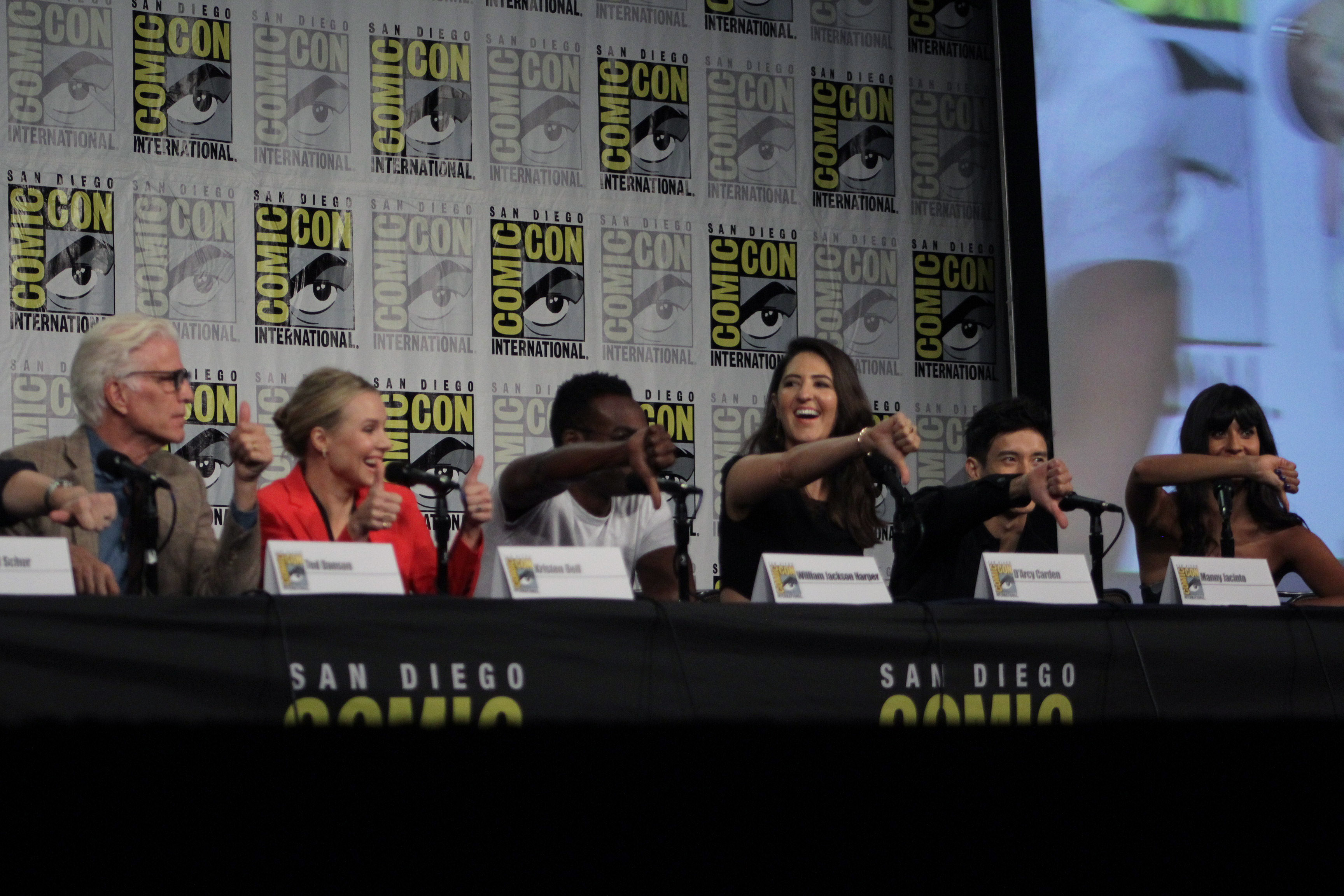
Ekipa Dobrego miejsca: Ted Danson, Kristen Bell, William Harper, D’Arcy Carden, Manny Jacinto i Jameela Jamil

Urodziła się 4 stycznia 1980 w Danville w stanie Kalifornia.
Występowała jako komiczka w występach na żywo oraz w programach telewizyjnych i internetowych. Pojawiła się w takich filmach jak: Do zaliczenia (2013), iSteve (2013) i Other People (2016), wystąpiła w rolach gościnnych w serialach Crazy Ex-Girlfriend (2016) i Bonding (2019), użyczyła głosu w jednym odcinku serialu Amerykański tata.
Od 2016 występowała w roli Janet w nagradzanym serialu Dobre miejsce. Pojawiła się we wszystkich 36 odcinkach wyświetlonych do początku grudnia 2018, w 8 odcinkach wcielała się także w postać Złej Janet. W 2018 dołączyła do obsady serialu Barry, w którym pojawiła się łącznie w 20 odcinkach.
Carden była nominowana m.in. do nagrody Emmy.